# Campo de San Juan
Campo de San Juan, o simplement San Juan, és una pedania murciana integrada al municipi de Moratalla, situada a la vall del mateix nom, entre Moratalla, Archivel, San Bartolomé i Benizar. En els cultius predominen els cereals i les plantes aromátiques; a més destaca la ramaderia i la producció de carn i embotits. Segons el cens de 2005 compte amb un total de 303 habitants. Els principals nuclis de població són, per ordre demogràfic, La Ribera, Zaén de Dalt, Casicas de San Juan, Cases d'Aledo, Zaén de Baix i La Risca, a més de Casa Port, Casa Nova, Bajil o Fotuya. En La Risca hi ha un embassament del riu Alhárabe.